# Bohdan Piurko
Bohdan Piurko (4. července 1906, Němirov, nyní Lvovská oblast, Ukrajina – 23. října 1953, Detroit, USA) byl ukrajinský dirigent, klavírista a pedagog.

## Životopis

### Původ a studia
Byl synem soudního rady Mychala Piurka a Kamily, roz. Volánková (její otec Alois Volánek pocházel z Kutné Hory, matka Janina Marie Achrer z Moravských Budějovic). Narodil se 4. července 1906 v Němirově. Jeho dědem byl Theodor Bohdan Piurko, řeckokatolický kněz a kanovník při metropolitní katedrále svatého Jiří ve Lvově. Počáteční hudební zkušenosti, ve hře na klavír, získal od své matky. Během studia na gymnáziu v Samboře ho zaujal sborový zpěv a začal zpívat v mužském pěveckém souboru Samborský Bojan. Po maturitě, v roce 1923, pokračoval ve studiu na Vyšším hudebním institutu Mykoly Lysenka ve Lvově (klavír u Vasyla Barvinského a dirigování u Antina Rudnického). V letech 1926–1930 studoval na Státní konservatoři hudby v Praze, na oddělení pro skladbu a dirigování – u profesora Jaroslava Křičky skladbu a dirigování u profesora Pavla Dědečka.

### 1930–1944
V letech 1931 až 1932 byl Bohdan Piurko koncertním mistrem Kyjevské opery.
Piurko byl také sportovně založen, hrál tenis a byl velkým sportovním fanouškem. V roce 1934 se aktivně podílel na vzniku fotbalového klubu USC Vatra v Drohobyči. Ve sboru Drohobyčský Bojan zpívalo mnoho aktivních sportovců. Za finanční prostředky, získané výhrou v loterii, koupil pro klub 12 sad sportovních dresů a pomůcek. Dne 5. září 1934 byl Bohdan Piurko zvolen prvním předsedou představenstva USC Vatra. V jeho čele stál až do roku 1935.
Od roku 1932 až do začátku Druhé světové války v roce 1939 vedl soubor Drohobyčský Bojan. V té době spolupracovali se sborem význační umělci: skladatel Ihor Sonevytskyi, klavírista Roman Savytskyi, tenor-sólista lvovské opery Mychajlo Holynskyj, operní pěvkyně Olga Lepkova-Jastremská a další. V roce 1941 se Piurkovi podařilo sbor obnovit a nejvyššího uznání soubor dosáhl v roce 1942, kdy se zúčastnil 1. oblastní soutěže pěveckých sborů v Haliči, věnované 100. výročí narození Mykoly Lysenka. Soubor Drohobyčský Bojan obsadil první místo, získal vavřínový věnec a dirigent obdržel speciální dirigentský stupínek.

### Emigrace
V roce 1944 emigroval Bohdan Piurko spolu s rodinou a mnohými členy souboru do Německa. Zde kolem sebe soustředil téměř všechny významné osobnosti ukrajinského emigrantského vokálního a hudebního života. V roce 1946 inicioval vytvoření Ukrajinského operního souboru (UOA) v Mnichově, ve kterém účinkovalo mnoho význačných operních sólistů. Na repertoáru byla díla Gioacchina Rossiniho (Lazebník sevillský), Giacoma Pucciniho (Madam Butterfly, Tosca), Ruggera Leoncavallo (Komedianti), Johanna Strausse mladšího (Cikánský baron) a od ukrajinského autora Mykoly Lysenka (Nokturno). Soubor uspořádal 197 divadelních představení a několik desítek koncertů. Celkem tyto kulturní akce navštívilo přes 120 000 diváků. V listopadu 1947, na základě smlouvy s německou koncertní agenturou Hoffmeister, soubor Duma za vedení Bohdana Piurka a tvořený předními ukrajinskými zpěváky navštívil několik německých měst (Karlsfeld, Bad Reichenhall, Mnichov) s repertoárem ukrajinských lidových písní a árií ze známých oper.
30. června 1949 přijel Bohdan Piurko s rodinou a téměř celým ukrajinským operním souborem do USA. Následně tam uspořádali celou sérii koncertů. Jeden z nich se konal i v New Yorku, v Carnegie Hall, kde Piurko vystupoval jako klavírista-korepetitor.
Později se přestěhoval do Detroitu, kde v roce 1953 organizoval a dirigoval koncerty ukrajinské symfonické hudby v podání Detroit Symphony Orchestra.
23. října 1953, po delší, těžké nemoci Bohdan Piurko zemřel a je pochován na hřbitově v Detroitu.

## Profesní přehled v datech
- 1923–1926 studium na Vyšším hudebním institutu Mykoly Lysenka ve Lvově[3]
- 1926–1930 studium na Státní konservatoři hudby v Praze[3]
- 1930 dirigent Ukrajinského akademického pěveckého sboru v Praze[3]
- 1930–1932 korepetitor Kyjevské opery[3]
- 1932–1939, 1942–1944 dirigent mužského pěveckého sboru Drohobyčský Bojan[3]
- 1933–1939, 1942–1944 dirigent a profesor pobočky Vyššího hudebního institutu v Drohobyči[3]
- 1942–1944 sbormistr a dirigent Podkarpatského divadla v Drohobyči[3]
- 1946–1949 zakladatel a vedoucí Ukrajinského operního souboru v utečeneckém táboře v Karlsfeldu (Německo)[3]
- 1949–1953 spolupráce s Detroitským symfonickým orchestrem (USA), organizace Ukrajinské hudební školy[3]

## Galerie (info k životopisu)

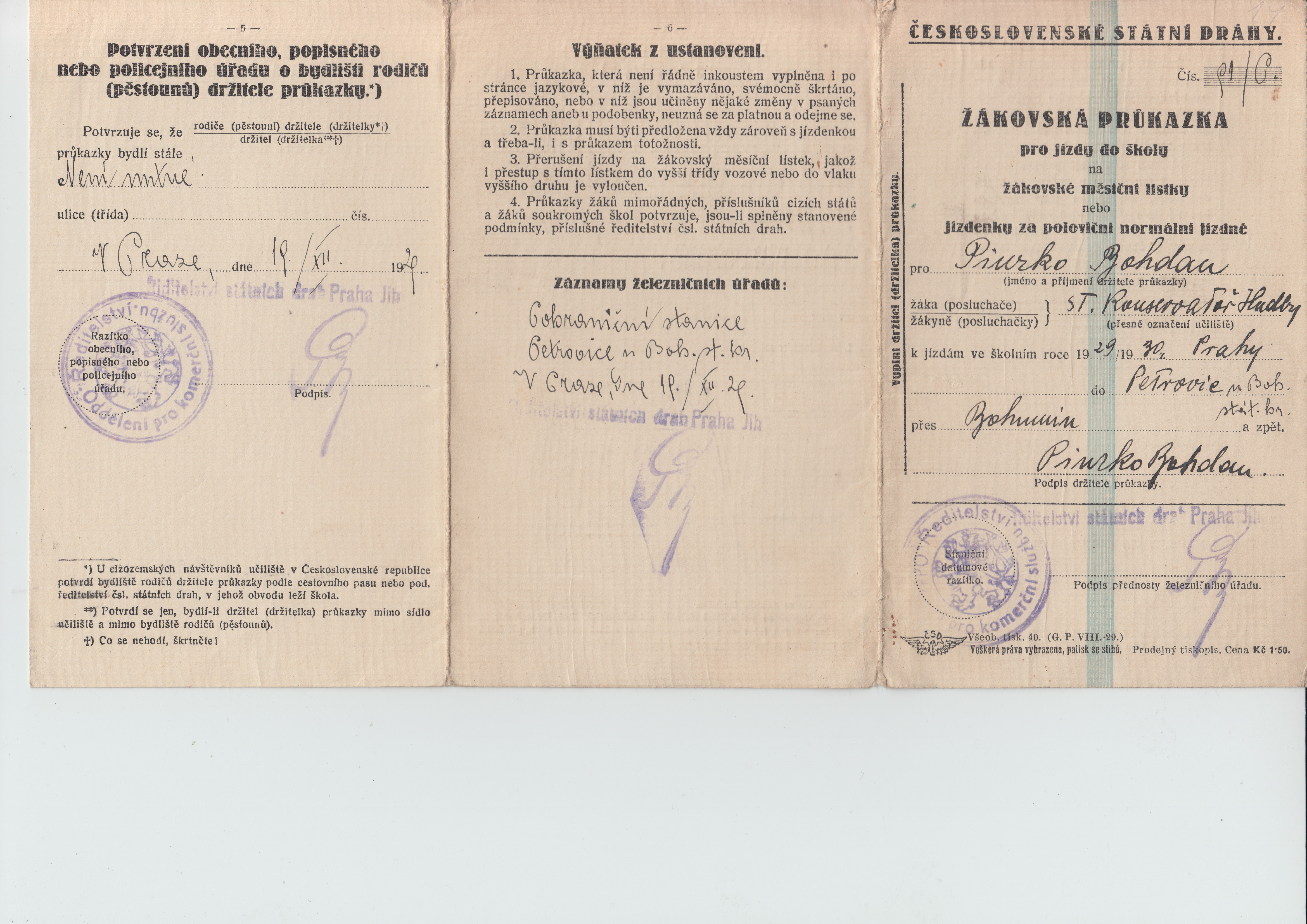
Piurko Bohdan (1906-1953) - Žákovská průkazka - 1. strana
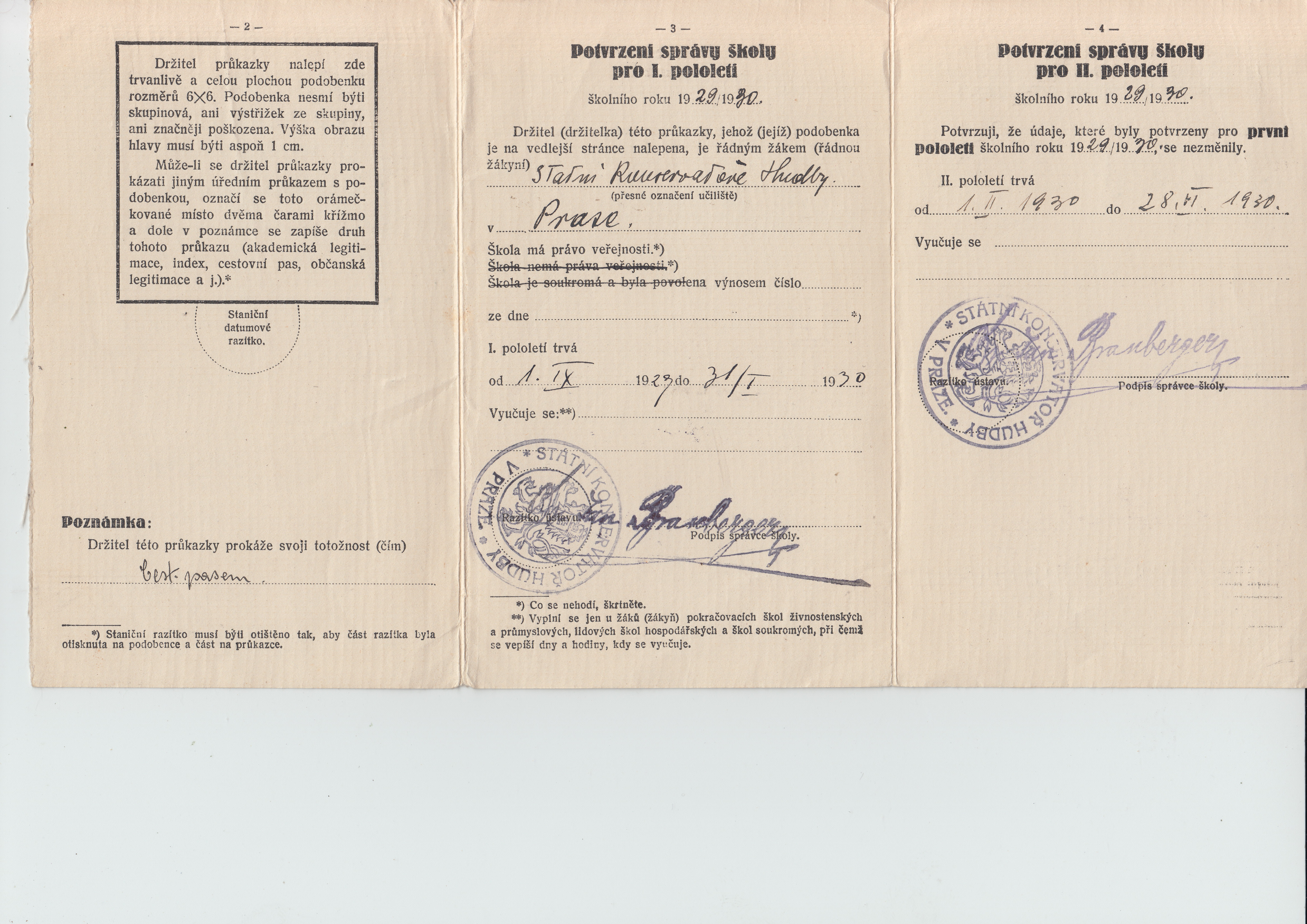
Piurko Bohdan (1906-1953) - Žákovská průkazka - 2. strana
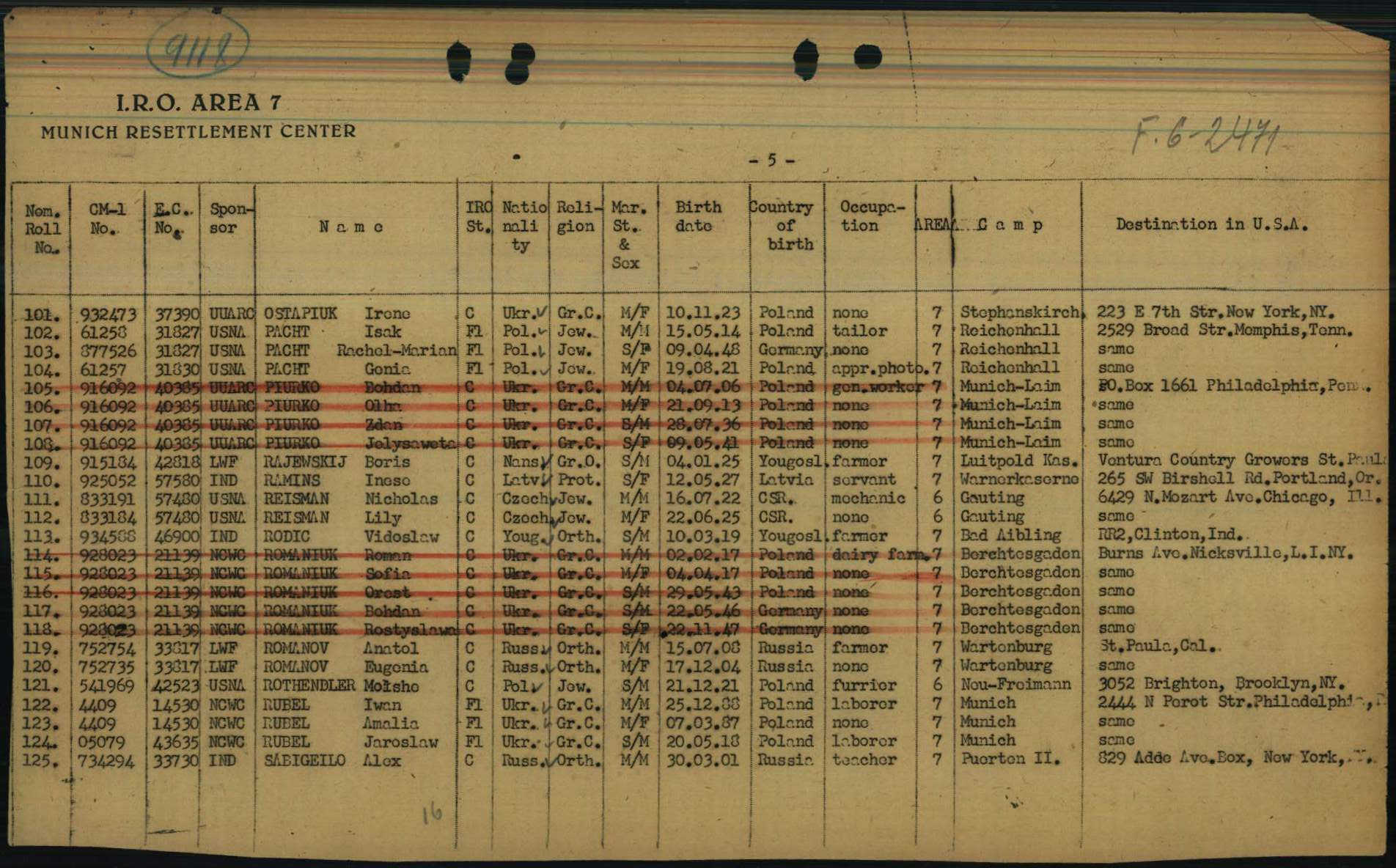
Piurko Bohdan (1906-1953) - Záznam o emigraci do USA